# Paratrichocladius mongolseteus
Paratrichocladius mongolseteus är en tvåvingeart som beskrevs av Sasa och Suzuki 1997. Paratrichocladius mongolseteus ingår i släktet Paratrichocladius och familjen fjädermyggor. Inga underarter finns listade i Catalogue of Life.